# Kim Ye-ji (Schauspielerin)
Kim Ye-ji (koreanisch 김예지; * 6. April 1997 in Seoul) ist eine südkoreanische Schauspielerin.

## Leben und Karriere
Kim wurde am 6. April 1997 in Seoul geboren. Ihr Debüt gab sie 2017 in der Serie Hello, My Twenties!. Danach spielte sie 2018 in Go, Back Diary mit. 2019 bekam sie eine Rolle in Love Alarm. Im selben Jahr wurde sie für den Film The Divine Fury gecastet.
Kim trat 2020 in der Serie The Temperature of Language: Our Nineteen auf. Unter anderem war Kim 2021 in der Serie School 2021 zu sehen.

## Filmografie (Auswahl)
Filme
- 2019: The Divine Fury

Serien
- 2017: Hello, My Twenties!
- 2017: Yellow
- 2018: Go, Back Diary
- 2019: Wild Guys
- 2019: Love Alarm
- 2020: The Temperature of Language: Our Nineteen
- 2020: Goedam
- 2021: Political Fever
- 2021: School 2021
- 2023: My Perfect Stranger